# Lloret de Mar
Lloret de Mar är en kommun och turistort i Costa Brava i Katalonien. Kommunen gränsar till Blanes och Tossa de Mar och ligger cirka 70 kilometer från Barcelona. 2013 var invånarantalet 40 837. vilket gör kommunen till den största i Selva comarca, följd av Blanes.
Under turistsäsongen når invånarantalet (både bofasta och turister) 200 000.[källa behövs] I årtionden har staden lockat sommarbesökare på paketresor främst från norra Europa.
Lloret de Mar grundades 1001 och i utkanten finns det medeltida slottet Castell de Sant Joan.
Bland konstverken i staden kan nämnas en bronsstaty färdigställd 1966 av Ernest Maragall. Statyn visar en fiskarfru som vänd mot havet välkomnar eller tar avsked av någon.

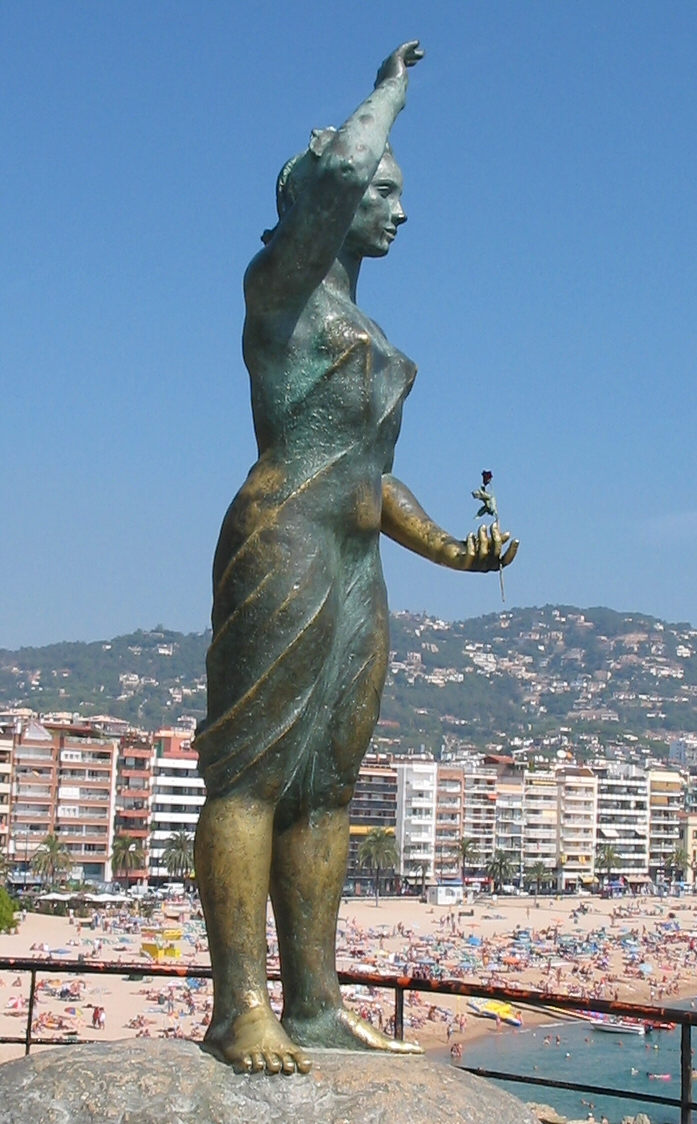
La Dona Marinera - Fiskarfrun